# Shepherd Stuurman
Shepherd Stuurman, auch Klaas Shepherd oder Hendrik Bekeer (* um 1874 wahrscheinlich in Hankey, Kapkolonie; † 24. Februar 1907 in Kimberley, heute Südafrika) war ein afrikanischer Wanderprediger. Er gewann bedeutenden Einfluss auf den Nama-Kaptein Hendrik Witbooi, dem Führer des Witbooi-Clans im Aufstand der Herero und Nama. Stuurman beteiligte sich an den Kämpfen. Später hielt er sich unter dem Namen Hendrik Beeker unter Arbeitern in der Kapprovinz auf. Im Zusammenhang mit den sogenannten Hopefield-Morden wurde er 1907 zum Tode verurteilt und hingerichtet.

## Leben

### Herkunft
Shepherd Stuurman stammte aus der britischen Kapkolonie, wo er vermutlich um 1874 in Hankey geboren wurde und aufwuchs. Später lebte er in Port Elizabeth, wo er einer kirchlichen Gemeinschaft der Kap-Presbyterianer  beitrat. Am Ende des Zweiten Burenkrieges  (1899–1902) ließ er sich in der Provinz Transvaal nieder.
Was über Stuurmans Herkunft bekannt ist, beruht fast ausschließlich auf seinen eigenen Aussagen, die er bei Vernehmungen zu den Hopefield-Morden gemacht hat. Er bezeichnete sich selbst als Angehöriger des „Hottentottenstamms“. Es ist ungeklärt, ob er dem Familienverband der Stuurmans vom Ostkap angehörte, dem die Freiheitskämpfer Klaas (um 1770–1806) und David Stuurman (1773–1830) entstammten.
Der Name Shepherd Stuurman bedeutet in der Übersetzung aus dem Englischen und Niederländischen Hirte Steuermann. Dabei lässt „Shepherd“ im christlichen Kontext die Assoziation des Guten Hirten zu.

### Agitation in den südafrikanischen Kolonialgebieten
Als Mitglied einer stark antikolonialistisch und antiwestlich orientierten Kirche konnte er der „Äthiopischen Bewegung“ zugerechnet werden, die ein rein afrikanisches Christentum anstrebte. Im November 1903 machte er sich von Port Elizabeth aus auf den Weg, die Häuptlinge der Kap-Region hinter seiner Mission zu versammeln, um alle Schwarzen zu befreien und die Weißen zu vertreiben.
Dies geschah in die Anfangsphase der Herero-Rebellion, noch bevor die Nama in den Konflikt verwickelt wurden. Der deutsche Kolonialismus war dabei, die  Gemeinden und wirtschaftlichen Grundlagen der eingeboren Gesellschaft zu zerstören. Große Teile des Landes hatten die Besitzer gewechselt, Handel und Wirtschaft waren zum Erliegen gekommen und die Bevölkerung in Armut gestürzt. Die Lage war daher sehr gespannt, was Stuurmans Absichten, die Unruhen auszubreiten zusätzlich in die Hände spielte.

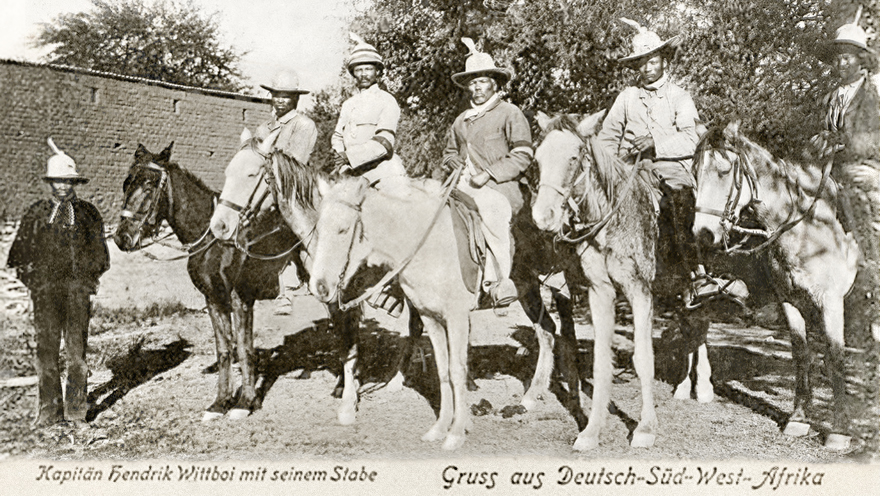
Bildunterschrift:
Kapitän Hendrik Wittboi mit seinem Stabe.
Gruss aus Deutsch-Süd-West-Afrika

Nach eigenen Aussagen des selbst ernannten Propheten führte ihn die Reise über Kimberley und Upington nach Gibeon, wo er mit Hendrik Witbooi zusammentraf. Seine Bemühungen, den alten Häuptling zu überzeugen, die Waffen gegen die Deutschen zu ergreifen, blieb jedoch zunächst erfolglos. Auf den abschlägigen Bescheid des Kapteins soll Stuurman geantwortet haben:

„Wenn Sie mir Hindernisse in den Weg legen, werde ich gehen. Ich brauche nicht die Roten“ (gemeint sind die Witbooi) „[…], um die Europäer zu vertreiben. Das kann ich auch mit den Schwarzen (den Herero).“

Berichten der Kap-Polizei in Rietfontein zufolge wurde „Scheppert Stürmann“ Anfang 1904 an der Kolonialgrenze festgenommen, weil er „aufrührerische Reden“ gehalten hatte. Im Februar 1904 kam er in Rehoboth an. Den Einheimischen, den sogenannten Basters (Nachkommen aus Mischehen zwischen Nama(-frauen) und burischen Einwanderer), teilte er mit, dass Gott in einem Feuer zu ihm gekommen sei und ihn beauftragt habe, die Botschaft zu verbreiten, dass die Zeit, die Schwarzen zu erlösen gekommen sei. Doch auch der Kaptein der Basters wies ihn zurück, als er erklärte, dass „ein kleiner König“ erwählt wurde, um die schwarzen Menschen zu befreien, und dabei keinen Zweifel darüber aufkommen ließ, wer dieser König sei.

### Verhaftung
Im Mai 1904 wurde Stuurman am Lager der Herero in Windhoek von Einheiten der kaiserlichen Schutztruppe verhaftet, nachdem seine Aktivitäten den Verdacht des deutschen Militärs geweckt hatte. Dabei wurde festgestellt, dass er zwei in Südafrika ausgestellte Pässe besaß. Er wurde zu mehreren Wochen Zwangsarbeit verurteilt, jedoch im Juni nach Zahlung einer Strafe von zehn Mark wieder auf freien Fuß gesetzt. Die deutschen Beamten hofften so, Ärger mit den Kap-Behörden zu vermeiden, die möglicherweise zugunsten ihres Untertans interveniert hätten.
Bevor er gehen durfte, wurde er von einem Vertreter der Rheinischen Mission befragt. Der Pastor Carl Wandres stellte fest, dass Stuurman etwa 30 Jahre alt war, Englisch und Niederländisch sprach, aber keine afrikanische Sprache. Außerdem wurden verschiedene Substanzen unter seinen Sachen entdeckt, wie z. B. Schwefel und Teufelsdreck, die in der Hexerei Verwendung fanden. Wandres schlussfolgerte aus Stuurmans Angaben, dass dieser ein „Agent“ der Äthiopischen Bewegung sei.
Nach seiner Entlassung aus dem Gefängnis in Windhoek versprach er, die deutsche Kolonie zu verlassen. Tatsächlich hörten Kolonialbeamte Gerüchte über ihn in der Gegend von Keetmanshoop, wo er predigte, bekehrte und religiöse Gespräche führte.

### Verbindung mit Hendrik Witbooi
Stuurmans Berühmtheit wuchs und ab Juni 1904 wurden die rheinischen Missionare auf seine Anwesenheit in Rietmond aufmerksam, wo Hendrik Witbooi sein Hauptquartier aufgeschlagen hatte. Der Kaptein, der religiösen Dingen gegenüber sehr aufgeschlossen war, stellte Stuurman dem technischen Assistenten der Missionsgesellschaft Ludwig Holzapfel und seiner Frau Meta vor. Dieser berichtete später von Stuurman, er sei „intelligent, von kleiner Statur und dunkelbraunem Teint, ein echter Kapenaar“ (Kap-Bewohner).
Am 3. Oktober 1904 kündigte Hendrik Witbooi den Schutzvertrag mit den Deutschen und es entwickelte sich der Aufstand der Nama gegen die Kolonialherrschaft.
Zu dieser Zeit scheint Stuurman seinen Ruf als Prophet gefestigt zu haben, allgemeine Anerkennung und großen Einfluss zu genießen. In einem Bericht an den Rheinischen Missionar in Gibeon, Christian Spellmeyer, heißt es, dass er in Rietmond nur „der Prophet“ genannt werde. Im Weiteren ist die Rede davon, dass er mehrere Menschen zu „Dienern Gottes“ ernannt habe und ihnen „den Heiligen Geist“ spende. Nur diese Auserwählten dürften predigen und beten. Der Nama-Häuptling wurde zu einem Anhänger des Propheten.
Der Brief an den Missionsmitarbeiter spricht außerdem davon, dass vom Körper des Propheten ein Licht ausgehe und sein Kopf von einem Heiligenschein umgeben sei. Ergänzend wird davon erzählt, dass niemand ihn berühren dürfe und er immer alleine gehe. Spellmeyer fragte sich, ob der Prophet moderne technologische Hilfsmittel verwendete. „Vielleicht trägt er einige elektrische Maschinen an seinem Körper, die natürlich niemand sehen darf“.
Insgesamt teilte Spellmeyer nun die Ansicht von Wandres, Stuurman könnte der Äthiopischen Bewegung angehören, die sich aber in den Aufzeichnungen nicht bestätigt. Spellmeyer war aber über das merkwürdige Verhalten einiger seiner alten Bekannten unter den Namas beunruhigt.
Isaak Witbooi, Hendriks Sohn, erklärte später in einem Verhör, dass sein Vater vom Propheten ermutigt wurde, den Deutschen den Krieg zu erklären. Isaak betonte, dass Stuurman „nie über kirchliche Angelegenheiten in der Kapkolonie gesprochen hatte“ und fügte hinzu: „Ich weiß nichts über eine äthiopische Kirche. Stuurman hat es nie erwähnt“.

### Kämpfe gemeinsam mit den Aufständischen

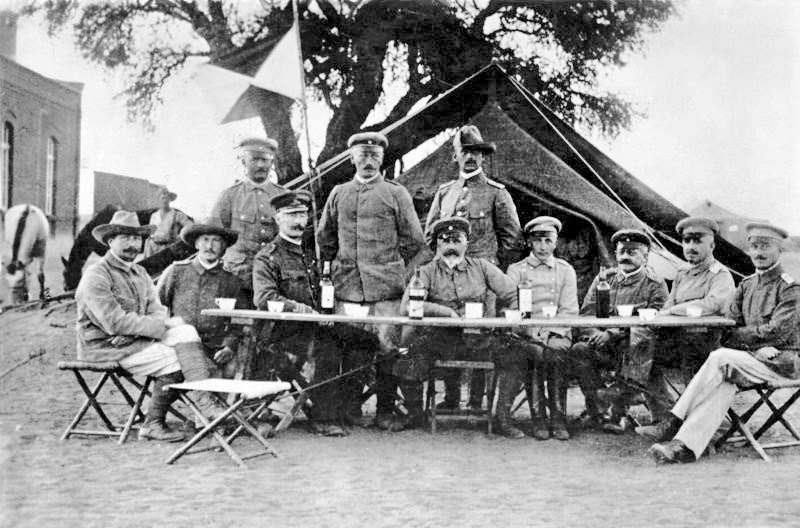
Lothar von Trotha mit seinem Stab

Im Juli 1904 wurde Gouverneur Leutwein als Kommandeur der Schutztruppe durch Generalleutnant Lothar von Trotha abgelöst. Im Gegensatz zu seinem Vorgänger, der eine politische Lösung des Konflikts favorisierte, verfolgte Trotha mit seiner Kriegsführung die Vernichtung der Aufständischen.
Im September 1904 heiratete Stuurman in Marienthal die Tochter des Basters Moses Meier. Die siebzehnjährige Frau gab später an, ihr Vater habe sie dazu gezwungen. Sie widersetzte sich, bis sie schließlich von Stuurman mit vorgehaltener Waffe zum Beischlaf gezwungen wurde.
Stuurmann stellte eine Elitetruppe auf, die sogenannten „Gottesstreiter“. Den jungen und tatendurstigen Männern versprach er Unverwundbarkeit, nachdem er sie zu „heiligen Kriegern“ gesalbt hatte. Dies soll gereicht haben, dass sie ihm bereitwillig folgten.

Trothas Vernichtungsbefehl (letzte Kopie im Nationalarchiv Botswana)

Als sich im Oktober 1904 die Nama unter ihren Kapteinen Hendrik Witbooi und Jakob Morenga am Aufstand der Herero beteiligten, spielte Sturrman mit etwa dreißig seiner Kämpfer eine aktive Rolle und nahm an mehreren Scharmützeln mit der Schutztruppe teil.
Am 2. Oktober 1904 erließ General von Trotha eine Proklamation an das Volk der Herero, die später als „Vernichtungsbefehl“ bekannt wurde. Darin setzte er ein Kopfgeld auf die Führer der Aufständischen aus. Für Hendrik Witboois Ergreifung, tot oder lebendig, war eine Prämie von 5000 Mark ausgelobt; Stuurmans Wert wurde auf 3000 Mark beziffert.
Nach Niederschlagung des Aufstands 1907 ist Stuurman später von mehreren Witbooi-Onderkapteine beschuldigt worden, er habe neben dem Mord am Bezirksamtmann Henning von Burgsdorff am 4. Oktober auch die Erschießung Holzapfels tags darauf angeordnet. Holzapfel war einer der ersten Toten, die im Krieg der Nama gegen die Besatzungsmacht beklagt werden mussten. Er wurde von einem Witbooi-Kommando erschossen, weil er sich geweigert haben soll, seine Schusswaffe und Munition abzugeben.
Aus dem Bericht eines Basters, der im Auftrag der Deutschen die Witbooi nach Ausbruch der Feindseligkeiten ausspionierte, geht hervor, dass die Stellung von „Skipper Stuurman“ in Rietmond nahezu gottgleich gewesen sei. Er predige, dass alle Weißen in seine Hände gegeben würden und alle Weißen stürben. Die Witbooi glaubten an diesen Mann, der eine enorme Macht über Hendrik und alle Witbooi habe. Er müsse nur Befehle und Anweisungen geben. Alles werde fraglos befolgt.
Nachdem die Witbooi mehrfach von den Deutschen besiegt worden waren, begannen die kampferprobten Witbooi Zweifel an dem Propheten und seiner heiligen Mission zu hegen. Sie bemerkten, dass Stuurman sich vor den deutschen Maschinengewehren und der Feldartillerie fürchtete, während sie selbst, ihrer Unverwundbarkeit gewiss, den gegnerischen Gewehrsalven eher gleichgültig gegenüberstanden. Durch seine Mutlosigkeit, die zudem mit militärischer Inkompetenz gepaart war, verlor er nach und nach seinen Nimbus.
Als Stuurman in der Nähe des Handelspostens Stamprietfontein auf eine deutsche Patrouille stieß, gelang ihm mit knapper Not die Flucht, nachdem er das Gewehr und den Munitionsgürtel weggeworfen und seine Kleidung abgelegt hatte, um nicht identifiziert zu werden, falls er gefangen genommen würde. Während der nachfolgenden mehrtägigen Offensive der Deutschen in der Schlacht von Stamprietfontein am 1. Januar 1905 informierte Stuurman die Witbooi ungenau und behauptete, dass die deutschen Truppen auf wundersame Weise geflüchtet seien. Diese Fehlinformation führte zu einem voreiligen Rückzug der Witbooi in einer für sie nicht ungünstigen militärischen Lage. Nach diesem Rückschlag beschuldigte er die „heiligen Krieger“, nicht fest genug im Glauben zu sein. Es scheint, dass Hendrik Witbooi den Behauptungen von Stuurman skeptisch gegenüberstand, seine Zweifel jedoch nicht offen zum Ausdruck brachte.
Die erschöpfenden Kämpfe lasteten schwer auf den Witbooi und erste Truppenteile desertierten. Als die Witbooi und ihre Verbündeten in der Kalahari-Wüste einen Kriegsrat abhielten, warf Stuurman den Nama einen Mangel an Glauben an seine göttliche Mission vor. Es kam zu einer offenen Konfrontation zwischen ihm und dem „Onderkaptein“ Samuel Isaak, der den Mut des Propheten lächerlich machte. Stuurman appellierte ein letztes Mal verzweifelt an die bedingungslose Annahme seiner Rolle als Prophet durch die Witbooi.
Hendrik Witbooi weigerte sich, bei dieser Auseinandersetzung Partei zu ergreifen. Nachdem Stuurmans Autorität offen herausgefordert worden war, verließ er die Witbooi und lebte bei der Familie seines Schwiegervaters Moses Meier in der Nähe der Trockenflüsse Auob und Fischfluss. In der Folgezeit setzte sich Stuurman dort als unabhängiger Kriegsherr fest und griff deutsche Verbände an.
Im April 1905 traf er wieder auf Samuel Isaak, der in der Nähe von Heirubkobis Vley nach zerstreuten Nama-Partisanen suchte. Er arbeitete erneut mit Samuel Isaak zusammen, doch als eine Operation fehlschlug, stiegen die Spannungen zwischen den beiden von Neuem auf. Das Ansehen des Propheten befand sich danach auf einem Tiefpunkt und es scheint, er sei allgemein als Feigling verachtet worden. Einmal soll er einen Überfall abgebrochen haben, weil ihm ein Geist in Gestalt eines Schakals vor seinem nahen Ende warnte, falls er den Anschlag durchführe. Im Mai 1905 wurden Isaak und Stuurman von deutschen Soldaten aus ihrem Versteck in der Nähe von Mukurob vertrieben.
Doch sah sich Stuurman nun bis zum Äußersten getrieben. Bei einem neuerlichen Überfall bei Keetmanshoop diktierte er eine Nachricht an die Schutztruppe. Er erklärte: „In den letzten Tagen wird ein König geboren, um ein Königreich zu zerstören“. Ein Missionar in Keetmanshoop, Tobias Fenchel, kommentierte diesen „verwirrten Brief“ und folgerte: „Die armen, fehlgeleiteten Menschen wurden von einem fanatischen Visionär in den Krieg hineingezogen und bluten nun zu Tode“.
Das deutsche Militärkommando nahm den Propheten jedoch sehr ernst. Am 22. April 1905 erschien eine weitere Proklamation Trothas, die an das Volk der Herero gerichtet war und die Kopfprämien für die Führer der Rebellion bekräftigte. Stuurman wusste von der Proklamation. Auf Befehl des Generals war sie an Pfählen im Sandfeld (Omaheke) befestigt worden, wo Stuurman, der nicht der Nama-Sprache mächtig war, auf eine Kopie gestoßen war, die ihm von seinen Gefährten vorgelesen wurde.

### Auf der Flucht
Wenig später erfuhren die Witbooi, dass Stuurman bei Nacht und Nebel Deutsch-Südwestafrika verlassen hatte und sich in der Region Upington versteckt hielt. Im August 1905 teilte Trotha dem deutschen Generalkonsulat in Kapstadt mit, dass sich Stuurman wahrscheinlich im britischen Betschuanaland versteckt habe. Er wies das Konsulat an, die britische Polizei zu bitten, Stuurman daran zu hindern, in die deutsche Kolonie zurückzukehren. Der deutsche Legationsrat im Generalkonsulat von Kapstadt, DH von Jacobs, schrieb an den Hochkommissar, Lord Selborne, dass Stuurman als eines der fanatischsten Mitglieder der äthiopischen Kirche bekannt sei und als eine schwere Gefahr für die Christenheit und die Weiße Rasse in Südafrika insgesamt betrachtet werde.
Die berittene Einheit der Cape Mounted Police (Kap-Polizei) schickte daraufhin eine Patrouille auf die Suche nach dem „eingeborenen Hottentottenführer Stuurman Scheppert“. Der Polizeibericht gibt an, dass der Prophet im August bei Twee Rivieren in der Nähe von Rietfontein gesehen worden war.
Es ist schwierig, den Verbleib des Propheten zu rekonstruieren. Es gibt Hinweise darauf, dass man seitens der deutschen Behörden versucht hat, ihm auch in der britischen Kapkolonie auf die Spur zu kommen, um ihn durch einen gedungenen Mörder eliminieren zu lassen. Aber es scheint Stuurman gelungen zu sein, für etliche Monate von der Bildfläche zu verschwinden.

### Unter Arbeitern im Norden der Kapprovinz
Erst fast ein Jahr nach seinem Verschwinden aus Deutsch-Südwest trat er wieder auf den Plan. Wie aus späteren Erkenntnissen deutlich wurde, hatte er sich ab Mitte 1906 unter dem Namen Hendrik Bekeer in der Hopefield-Asbestmine im Norden der Kapprovinz (heute Provinz Nordkap) als Arbeiter verdingt und war immer noch bereit, seinen heiligen Krieg an Ort und Stelle fortzusetzen.
Auch hier fiel sein Hass gegen die Weißen auf fruchtbareren Boden, denn die Arbeitsbedingungen für die mehrheitlich eingeborenen Männer, Frauen und Kinder waren nicht nur sehr gefährlich, sondern diese wurden von der Cape Asbestos Company auch sehr ungleich bezahlt. Weiße erhielten in der Regel den doppelten Lohn wie ihre „farbigen“ Kollegen. Die Unzufriedenheit über unzureichende Lebensmittelrationen verschärfte die Situation.
Stuurman (Beeker) besann sich wieder mehr auf die Rolle als Prediger und agitierte gegen die weiße Herrschaft. Bei einem Gebetstreffen in der Nacht vom 4. auf den 5. September 1906 wurden seine Pläne zu einer Verschwörung, die überwiegend von Männern getragen wurde, von etwa 20 Arbeitern befürwortet.

### Die Hopefield-Morde
Am  Morgen des 5. September 1906 hatten sich sechs Männer gefunden, die den Mut besaßen, „zwei weiße Männer für den Herrn zu töten“, wie Bekeer (Stuurman) es befohlen hatte.
Die Attentäter verschafften sich Zugang zum Zelt ihres weißen Vorarbeiters und seiner Familie. Sie überfielen die Schlafenden mit Steinen, Knobkieries (eine Art Totschläger), einem Stuhlbein und einem Ochsenjoch. Der Vorarbeiter, Dirk Mans, starb 18 Stunden später an seinen Verletzungen. Seine Frau und die Kinder konnten sich nur mit Mühe in Sicherheit bringen. Ein anderes Opfer, der Brunnengräber William Swanepoel, wurde so grausam zu Tode geprügelt, dass sein Schädel gespalten wurde.
Die Täter wollten noch mehr Weiße töten, waren jedoch über die Geschehnisse verwirrt und zerstreuten sich. Alle sechs Männer wurden nach mehreren Tagen von der Polizei aufgespürt.
Bekeer, der Rädelsführer der Mordbande, sagte bei seiner Verhaftung: „er sei froh, erwischt zu werden, obwohl er wisse, dass sein Leben am Ende sein würde.“ Er konnte es kaum erwarten, dem Gefängniswärter mitzuteilen, dass die Gruppe geplant hatte, alle Weißen am Kap zu töten.
Die Taten, die in der Presse als „Hopefield Outrage“ betitelt wurde, bestimmte lange die Schlagzeilen und trug als „Krieg gegen die Weißen“ zu einer allgemeinen Verunsicherung der weißen Bevölkerung bei. Die Farmer unternahmen Vorsichtsmaßnahmen und befürchteten ein „allgemeines Massaker“. Die Behörden wurden aufgefordert, den Weißen und ihrem Eigentum polizeilichen Schutz zu gewähren.

### Gerichtsverhandlung und Verurteilung
Auch vor Gericht schien Bekeer begierig zu sein, seine Verbrechen zu bekennen, aber er bat nicht um Vergebung. Er erklärte: 

„Ich gebe zu, dass ich schuld bin. Ich, Hendrik Bikier [sic], legte beiden Seelen die Hand auf. Ich habe ein Verlangen in meinem Herzen, das jedem bekannt gemacht werden muss. Ich gebe zu, dass ich ein Arbeiter Gottes bin. Ich bekenne dem Gericht und allen Weißen, dass ich vom Herrn hierher gestellt werde und dass ich seinen Willen tue … Die Zeit, in der die Weißen die Oberhand hatten, ist vorbei. Dies ist allein für Afrika, aber Gott hat die Macht der Weißen in der ganzen Welt übernommen.“

Die Berechtigung zum Handeln habe er direkt von Gott erhalten, der ihn ausgewählt habe, indem er zu ihm sprach:

„Ich nehme dich aus dem Hottentottenstamm und ernenne dich zum König über alle Könige.“

Der Richter betonte die Bedeutung des Nom de guerre, den Stuurman in der Kapkolonie benutzt hatte, und schien damit auch den Vorsatz der Tat unterstreichen zu wollen. „Bekeer“ besagt so viel wie „bekehren“.
Bekeers Anwalt bemühte sich, seinen Klienten als wahnsinnig darzustellen, doch der Richter wies diese Verteidigungslinie zurück. Die Staatsanwaltschaft forderte die Todesstrafe und ließ keinen Zweifel daran, dass diese Strafe die einzige Möglichkeit darstelle, der Tendenz zum religiösen Fanatismus in den unteren Schichten der einheimischen Bevölkerung mit einem abschreckenden Urteil zu begegnen.
Die Jury brauchte nur fünf Minuten für ihr Urteil. Die Urteilsbegründung des Richters im voll besetzten Gerichtssaal dauerte 85 Minuten. Er verhängte vier Todesurteile. Zwei der Angeklagten wurden wegen mildernder Umstände zu harter Arbeit verurteilt. Am 24. Februar 1907 wurden Shepherd Stuurman alias Hendrik Bekeer und drei seiner Komplizen im Kimberley-Gefängnis gehängt.

## Rückschau
Nach dem Tod von Hendrik Witbooi brach der Aufstand der Witbooi zusammen und viele Nama-Kämpfer wurden inhaftiert. Der Inspektor der Rheinischen Mission, J. Spiecker, besuchte die Kriegsgefangenen im Konzentrationslager auf der berüchtigten Haifischinsel in der Lüderitzbucht. Spieckers Bericht legt nahe, dass der Prophet im Gedächtnis der Witbooi zum bösen Geist geworden war, den sie beschuldigten, ihren Kaptein in einen selbstzerstörerischen Krieg getrieben zu haben. Einige Gefangene behaupteten, der Tod vieler Siedler sei ohne Kenntnis des Kapteins von Stuurman befohlen worden. Die Ansicht, Hendrik Witbooi sei zu einem bloßen Werkzeug in den Händen des „falschen Propheten“ geworden, wurde von vielen Missionaren und auch von deutschen Offizieren geteilt. Auch der deutsche Gouverneur Theodor Leutwein zweifelte nicht daran, dass „der falsche Prophet aus der Kapkolonie“ der Hauptgrund für Hendrik Witboois Überlaufen gewesen war.

## Literarische Bearbeitungen
- Uwe Timm: Morenga. Kiepenheuer&Witsch, Köln 2001, ISBN 978-3-462-01604-8.
- Eduardo Garrigues: Die Herrin der Savanne: Eine Afrika-Saga. Aufbau Verlag, Berlin 2013, ISBN 978-3-8412-0649-7 (google.de [abgerufen am 16. März 2019]).